# Geohowdenius
Geohowdenius — род жуков из подсемейства Geotrupinae, семейства Навозники-землерои.

## Перечень видов
- Род: Geohowdenius Latreille, 1796
  - Вид: Geohowdenius egeriei (Germar, 1824)
  - Вид: Geohowdenius opacus (Haldeman, 1853)